# Mayte Alonso Acebes
Mayte Alonso (Madrid, 1971) és una escultora espanyola llicenciada en belles arts, en l'especialitat escultura, a la Universitat Complutense de Madrid. La seua formació es va ampliar amb estudis de soldadura i caldereria professional a l'Institut d'Educació Secundària de del districte de Barajas des de 1995. El 1999 participa en el II Taller d'Escultura de la Fundació Marcelino Botín. Santander, dirigit per Martín Chirino López. Va participar també en el Seminari d'Art i Noves Tecnologies en el Centre Gallec d'Art Contemporani de Santiago de Compostela, així com en el Simposi Internacional d'Escultura en Kyonggi, Corea del Sud. Més tard, l'any 2006 participa en el Taller d'escultura AlNorte '06, realitzat a Gijón, sota la direcció novament de Martín Chirino. Seminari d'Art i Noves Tecnologies al CGAC de Santiago o el Simposi Internacional d'Escultura en Kyonggi, Corea del Sud. En els últims anys ha gaudit de les Beques de Roma, París i la Casa de Velázquez i el seu treball ha obtingut diversos premis. Actualment viu i treballa a Madrid.